# Cèlola
Cellule és un municipi francès situat al departament del Puèi Domat i a la regió d'Alvèrnia-Roine-Alps. L'any 2007 tenia 911 habitants.

## Demografia

### Població
El 2007 la població de fet de Cellule era de 911 persones. Hi havia 304 famílies de les quals 60 eren unipersonals (24 homes vivint sols i 36 dones vivint soles), 108 parelles sense fills, 132 parelles amb fills i 4 famílies monoparentals amb fills.
La població ha evolucionat segons el següent gràfic:
Habitants censats

### Habitatges
El 2007 hi havia 327 habitatges, 305 eren l'habitatge principal de la família, 8 eren segones residències i 14 estaven desocupats. 317 eren cases i 10 eren apartaments. Dels 305 habitatges principals, 277 estaven ocupats pels seus propietaris, 23 estaven llogats i ocupats pels llogaters i 5 estaven cedits a títol gratuït; 7 tenien dues cambres, 29 en tenien tres, 117 en tenien quatre i 152 en tenien cinc o més. 248 habitatges disposaven pel capbaix d'una plaça de pàrquing. A 95 habitatges hi havia un automòbil i a 189 n'hi havia dos o més.

### Piràmide de població
La piràmide de població per edats i sexe el 2009 era:
| Homes | Edats   | Dones |
| ----- | ------- | ----- |
| 0     | 95 o +  | 0     |
| 0     | 90 a 94 | 0     |
| 0     | 85 a 89 | 8     |
| 0     | 80 a 84 | 4     |
| 8     | 75 a 79 | 20    |
| 16    | 70 a 74 | 28    |
| 8     | 65 a 69 | 24    |
| 16    | 60 a 64 | 20    |
| 20    | 55 a 59 | 24    |
| 16    | 50 a 54 | 24    |
| 36    | 45 a 49 | 40    |
| 12    | 40 a 44 | 32    |
| 28    | 35 a 39 | 32    |
| 40    | 30 a 34 | 40    |
| 20    | 25 a 29 | 20    |
| 8     | 20 a 24 | 20    |
| 8     | 15 a 19 | 8     |
| 24    | 10 a 14 | 24    |
| 8     | 5 a 9   | 24    |
| 12    | 0 a 4   | 12    |

## Economia
El 2007 la població en edat de treballar era de 631 persones, 407 eren actives i 224 eren inactives. De les 407 persones actives 394 estaven ocupades (205 homes i 189 dones) i 13 estaven aturades (6 homes i 7 dones). De les 224 persones inactives 46 estaven jubilades, 32 estaven estudiant i 146 estaven classificades com a «altres inactius».

### Ingressos
El 2009 a Cellule hi havia 344 unitats fiscals que integraven 926 persones, la mediana anual d'ingressos fiscals per persona era de 20.368,5 €.

### Activitats econòmiques
Dels 21 establiments que hi havia el 2007, 1 era d'una empresa de fabricació de material elèctric, 2 d'empreses de fabricació d'altres productes industrials, 10 d'empreses de construcció, 3 d'empreses de comerç i reparació d'automòbils, 2 d'empreses d'hostatgeria i restauració, 1 d'una empresa immobiliària i 2 d'empreses de serveis.
Dels 10 establiments de servei als particulars que hi havia el 2009, 2 eren paletes, 3 guixaires pintors, 1 fusteria, 2 electricistes, 1 empresa de construcció i 1 restaurant.
L'any 2000 a Cellule hi havia 18 explotacions agrícoles que ocupaven un total de 490 hectàrees.

## Equipaments sanitaris i escolars
El 2009 hi havia 1 escola elemental i 1 escola elemental integrada dins d'un grup escolar amb les comunes properes formant una escola dispersa.

## Poblacions més properes
El següent diagrama mostra les poblacions més properes.